# جلادسون كاميلي
جلادسون كاميلي (مواليد 26 مارس 1978) سياسي ومهندس برازيلي. مثل أكري في مجلس الشيوخ الاتحادي منذ عام 2015. في السابق كان نائبا عن أكري من 2007 إلى 2015. وهو عضو في الحزب التقدمي. وقد تورط في فضيحة بتروبراس. كاميلي هو حاكم أكري بعد أن تم انتخابه في الجولة الأولى من انتخابات 2018.

## السيرة الشخصية
جلادسون كاميلي ابن إلديو ميسياس كاميلي وماريا ليندومار دي ليما كاميلي، التحق بمدرسة ابتدائية في إسكولا ساو خوسيه في مدينته كروزيرو دو سول بين عامي 1985 و1992. في ماناوس التحق بالمدرسة الثانوية في معهد باتيستا دو أمازوناس، تم الانتهاء منها في عام 1995. في سن ال 19، تدرب على طلاقة اللغة الإنجليزية من قبل مدرسة إي إف الدولية للغة الإنجليزية في المملكة المتحدة، وبدأ دورة في الهندسة المدنية في المعهد اللوثري للتعليم العالي في ماناوس، واكتملها في 2001. متزوج من المحامية آنا باولا كوريا دا سيلفا كاميلي ووالد جيلهيرم كوريا كاميلي، أصبح جلادسون شريكًا في شركة مارمود وهي شركة عائلته في عام 1997. بالإضافة إلى ذلك عمل عضو مجلس الشيوخ السابق أيضًا كمسؤول تقني في ماناوس في 2005.

## الحياة السياسية
انضم جلادسون كاميلي إلى عضوية مجلس الشباب البلدي. بدأ مساره السياسي في سن 28 كعضو في حزب الشعب، حيث انضم في عام 2005 وانتخب لأول مرة لولاية نائب فيدرالي (2007-2011) بأغلبية 18.886 صوتًا. وفي انتخابات 2010 أعيد انتخابه نائباً (2011-2015) بأكثر من 30 ألف صوت. في أكتوبر 2009 حصل على لقب مدنية برانكينسي من قبل مجلس مدينة ريو برانكو. في عام 2014 خلال الحملة الانتخابية أشار اثنان من استطلاعات الرأي الثلاثة الصادرة عن إيبوبي في أكري إلى فوز جلادسون كاميلي. في موعد الانتخابات حقق جلادسون فوزًا على منصب مجلس الشيوخ بحوالي 218.756 صوتًا. ومع ذلك فإن السناتور المنتخب آنذاك لم يكمل فترته في المجلس التشريعي، حيث حصل على ترخيص لممارسة منصب حاكم ولاية أكري بعد انتخابات 2018، التي فاز فيها بالفعل في الجولة الأولى على المرشحين ماركوس ألكسندر (من حزب العمال)، والعقيد يوليسيس وجاناينا فورتادو وديفيد هول (من حزب أفانتي). انتصار جلادسون كاميلي كسر هيمنة حزب العمال في ولاية أكري لمدة 20 عامًا تقريبًا. في عام 2016 صوت السناتور آنذاك لصالح إقالة ديلما روسيف ولجنة الانتخابات الرئاسية بشأن سقف الإنفاق العام. صوت جلادسون أيضًا لصالح إصلاح العمل في يوليو 2017 ووقف ضد عزل إيسيو نيفيس في مجلس الأخلاقيات بمجلس الشيوخ. تتميز مسيرة كاميلي السياسية بالإرث السياسي للأسرة، فهو ابن شقيق حاكم الولاية السابق أورلير كاميلي الذي توفي عام 2013 وحكم الولاية بين عامي 1995 و1999.